# Oizé
Oizé – miejscowość i gmina we Francji, w regionie Kraj Loary, w departamencie Sarthe.
Według danych na rok 1990 gminę zamieszkiwały 714 osoby, a gęstość zaludnienia wynosiła 42 osób/km² (wśród 1504 gmin Kraju Loary, Oizé plasuje się na 718. miejscu pod względem liczby ludności, natomiast pod względem powierzchni na miejscu 690.).